# Prefontaine Classic 2016
Prefontaine Classic 2016 byl lehkoatletický mítink, který se konal 28. května a 29. května 2016 v americkém městě Eugene. Byl součástí série mítinků Diamantová liga.

## Výsledky
- Archiv výsledků zde [1]

### Muži
| Disciplína            | 1. místo                     | 2. místo                       | 3. místo                                 |
| Běh na 100 m          | Justin Gatlin 9,88           | Asafa Powell 9,94              | Tyson Gay 9,98                           |
| Běh na 400 m          | Kirani James 44,22           | LaShawn Merritt 44,39          | Isaac Makwala 45,37                      |
| Běh na 800 m          | Boris Berian 1:44,20         | Ferguson Rotich 1:44,56        | Mohammed Aman 1:44,70                    |
| Běh na mili           | Asbel Kipruto Kiprop 3:51,54 | Abdalaati Iguider 3:51,96      | Elijah Manangoi 3:52,39                  |
| Běh na 5000 m         | Muktar Edris 12:59,43        | Geoffrey Kipsang 12:59,98      | Mohammed Ahmed 13:01,74                  |
| Běh na 10 000 m       | Mohamed Farah 26:53,71       | William Malel Sitonik 26:54,66 | Tamirat Tola 26:57,33                    |
| Běh na 110 m překážek | Omar McLeod 13,06            | David Oliver 13,38             | Jeff Porter 13,48                        |
| Běh na 400 m překážek | Michael Tinsley 48,74        | Kerron Clement 48,87           | Bershawn Jackson 49,04                   |
| Skok o tyči           | Renaud Lavillenie 581 cm     | Shawnacy Barber 581 cm         | Sam Kendricks Paweł Wojciechowski 571 cm |
| Trojskok              | Christian Taylor 17,76       | Will Claye 17,56               | Omar Craddock 17,15                      |
| Vrh koulí             | Joe Kovacs 22,13 m           | Tomas Walsh 20,84 m            | Reese Hoffa 20,58 m                      |
| Hod kladivem          | Paweł Fajdek 80,28 m         | Dilšod Nazarov 78,12 m         | Wojciech Nowicki 76,86 m                 |
| Hod oštěpem           | Ihab Abdelrahman 87,37 m     | Julius Yego 84,68 m            | Thomas Röhler 82,53 m                    |

### Ženy
| Disciplína                 | 1. místo                   | 2. místo                   | 3. místo                                  |
| Běh na 100 m               | English Gardnerová 10,81   | Tianna Bartolettaová 10,94 | Murielle Ahouréová 11,01                  |
| Běh na 200 m               | Tori Bowieová 21,99        | Dafne Schippersová 22,11   | Elaine Thompsonová 22,16                  |
| Běh na 400 m               | Shaunae Millerová 50,15    | Francena McCororyová 50,23 | Natasha Hastings 50,86                    |
| Běh na 1500 m              | Faith Kipyegonová 3:56,41  | Dawit Seyaum 3:58,10       | Gudaf Tsegay 4:00,18                      |
| Běh na 5000 m              | Hellen Obiriová 14:32,02   | Viola Kibiwot 14:35,13     | Vivian Cheruiyotová 14:35,69              |
| Běh na 3000 metrů překážek | Ruth Jebetová 8:59,97      | Hyvin Jepkemoiová 9:00,01  | Emma Coburnová 9:10,76                    |
| Běh na 100 metrů překážek  | Kendra Harrisonová 12,24   | Brianna Rollinsová 12,53   | Jasmin Stowersová 12,55                   |
| Skok do výšky              | Chaunté Howardová 195 cm   | Levern Spencerová 192 cm   | Kamila Lićwinková Alessia Trostová 192 cm |
| Skok daleký                | Brittney Reeseová 692 cm   | Ivana Španovićová 688 cm   | Lorraine Ugenová 676 cm                   |
| Hod diskem                 | Sandra Perkovićová 68,57 m | Nadine Müllerová 65,31 m   | Mélina Robertová-Michonová 63,69 m        |